# Eliminator (album)
Albums de ZZ Top
El Loco
(1981) Afterburner
(1985)
Singles
1. Gimme All Your Lovin'
Sortie : Avril 1983
2. Got Me Under Pressure
Sortie : Mai 1983
3. Sharp Dressed Man
Sortie : Juillet 1983
4. TV Dinners
Sortie : Décembre 1983
5. Legs
Sortie : Mai 1984

Pour les articles homonymes, voir Eliminator.
Eliminator est le huitième album studio du groupe de blues rock américain ZZ Top, sorti le 23 mars 1983 sur le label Warner Bros. et produit par Bill Ham.

## Historique
Mélange de blues rock et de hard rock teinté au synthétiseur, c’est le plus grand succès commercial du groupe : il est disque de diamant aux États-Unis pour la vente de plus de 10 000 000 albums. En 1989, Rolling Stone le classe en 39e position sur sa liste des 100 plus grands albums des années 1980. En 2003, le même magazine le classe 396e dans sa liste des 500 plus grands albums de tous les temps, et 398e dans son classement 2012.
Il est cité dans l'ouvrage de référence de Robert Dimery Les 1001 albums qu'il faut avoir écoutés dans sa vie.
Cet album restera classé 185 semaines dans le Billboard 200 où il atteindra la 9e place en novembre 1983
C’est le premier album du groupe, depuis ZZ Top's First Album, dont le titre n'évoque pas la culture hispanique, même si Gibbons dit en plaisantant qu’il faut comprendre « El Iminator ».
Au Royaume-Uni, l’album est actuellement quatre fois disque de platine.

## Liste des titres
- Tous les titres sont signés par Billy Gibbons, Dusty Hill & Franck Beard.

1. Gimme All Your Lovin' – 4:00
2. Got Me Under Pressure – 4:02
3. Sharp Dressed Man – 4:13
4. I Need You Tonight – 6:14
5. I Got the Six – 2:52
6. Legs – 4:33
7. Thug – 4:17
8. TV Dinners – 3:50
9. Dirty Dog – 4:05
10. If I Could Only Flag Her Down – 3:40
11. Bad Girl – 3:16

## Musiciens
D'après le livret accompagnant l'album :
- Billy Gibbons : guitare, chant
- Dusty Hill : basse, chant
- Frank Beard : batterie
- Bien que faisant entendre des synthétiseurs, ceux ci ne sont pas mentionnés sur la pochette de l'album.

## Production
D'après le livret accompagnant l'album :
- Bill Ham : producteur
- Terry Manning : ingénieur
- Bob Ludwig : mastering
- Bob Alford : direction artistique

## Charts & certifications

### Album

#### Charts
| Pays                                 | Durée du classement | Meilleur classement | Date             |
| ------------------------------------ | ------------------- | ------------------- | ---------------- |
| Allemagne (GfK Entertainment)        | 44 semaines         | 25e                 | 23 mai 1983      |
| Australie (AMR Charts)               | 15 semaines         | 2e                  | 22 octobre 1984  |
| Canada (RPM)                         | 93 semaines         | 2e                  | 28 juillet 1984  |
| Écosse (Scottish Album Chart)        | 3 semaines          | 28e                 | 2 juillet 2000   |
| États-Unis (Billboard 200)           | 185 semaines        | 9e                  | 12 novembre 1983 |
| France (SNEP)                        | 62 semaines         | 4e                  | ?                |
| Norvège (VG-lista)                   | 7 semaines          | 13e                 | 25 avril 1983    |
| Nouvelle-Zélande (RMNZ Albums Top40) | 105 semaines        | 4e                  | 9 décembre 1984  |
| Pays-Bas (MegaCharts)                | 26 semaines         | 4e                  | 9 mars 1985      |
| Royaume-Uni (UK Albums Chart)        | 139 semaines        | 3e                  | 20 janvier 1985  |
| Suède (Sverigetopplistan)            | 15 semaines         | 13e                 | 3 mai 1983       |
| Suisse (Schweizer Hitparade)         | 20 semaines         | 11e                 | 20 novembre 1983 |

#### Certifications
| Pays             | Certifications | Ventes       | Date             |
| ---------------- | -------------- | ------------ | ---------------- |
| Allemagne        | 3 × Or         | 750 000 +    | 1986             |
| Autriche         | Or             | 25 000 +     | 10 novembre 1994 |
| Australie        | 4 × Platine    | 280 000 +    | 29 novembre 2000 |
| Canada           | Diamant        | 1 000 000 +  | 18 juin 1992     |
| États-Unis       | Diamant        | 10 000 000 + | 7 août 1996      |
| Finlande         | Platine        | 71 121 +     | 1991             |
| France           | 2 × Platine    | 600 000 +    | 18 octobre 2001  |
| Nouvelle-Zélande | Platine        | 15 000 +     | 17 juin 1984     |
| Royaume-Uni      | 4 × Platine    | 1 200 000 +  | 12 novembre 2004 |

### Singles
| Single                | Chart                    | Durée du classement | Position | Date              | Certifications |
| --------------------- | ------------------------ | ------------------- | -------- | ----------------- | -------------- |
| Gimme All Your Lovin' | (Hot 100)                | 12 semaines         | 37e      | 21 mai 1983       | Or             |
| Gimme All Your Lovin' | (Mainstream Rock Tracks) | 14 semaines         | 2e       | 30 avril 1983     | Or             |
| Gimme All Your Lovin' | (V) (Ultratop)           | 9 semaines          | 11e      | 23 février 1985   | Or             |
| Gimme All Your Lovin' | (RPM Top Singles)        | 7 semaines          | 39e      | 4 juin 1983       | Or             |
| Gimme All Your Lovin' | (Single Top 100)         | 16 semaines         | 19e      | 21 janvier 1984   | Or             |
| Gimme All Your Lovin' | (IRMA)                   | 9 semaines          | 9e       | 30 septembre 1984 | Or             |
| Gimme All Your Lovin' | (Single Top 100)         | 15 semaines         | 3e       | 12 janvier 1985   | Or             |
| Gimme All Your Lovin' | (UK Singles Chart)       | 10 semaines         | 21e      | 11 novembre 1984  | Or             |
| Sharp Dressed Man     | (Hot 100)                | 9 semaines          | 56e      | 27 août 1983      | Or             |
| Sharp Dressed Man     | (Mainstream Rock Tracks) | 14 semaines         | 8e       | 9 juillet 1983    | Or             |
| Sharp Dressed Man     | (V) (Ultratop)           | 6 semaines          | 13e      | 23 mars 1985      | Or             |
| Sharp Dressed Man     | (IRMA)                   | 5 semaines          | 8e       | 23 décembre 1984  | Or             |
| Sharp Dressed Man     | (Single Top 100)         | 9 semaines          | 8e       | 2 mars 1985       | Or             |
| Sharp Dressed Man     | (UK Singles Chart)       | 14 semaines         | 22e      | 13 janvier 1985   | Or             |
| TV Dinners            | (Mainstream Rock Tracks) | 7 semaines          | 38e      | 10 décembre 1983  |                |
| TV Dinners            | (UK Singles Chart)       | 3 semaines          | 67e      | 1er avril 1984    |                |
| Legs                  | (Hot 100)                | 19 semaines         | 8e       | 21 juillet 1984   |                |
| Legs                  | (Mainstream Rock Tracks) | 17 semaines         | 3e       | 9 juin 1984       |                |
| Legs                  | (V) (Ultratop)           | 5 semaines          | 27e      | 20 avril 1985     |                |
| Legs                  | (RPM Top Singles)        | 18 semaines         | 9e       | 4 août 1984       |                |
| Legs                  | (IRMA)                   | 4 semaines          | 9e       | 24 février 1985   |                |
| Legs                  | (RMNZ Singles Top40)     | 22 semaines         | 7e       | 30 septembre 1984 |                |
| Legs                  | (Single Top 100)         | 7 semaines          | 19e      | 25 mai 1985       |                |
| Legs                  | (UK Singles Chart)       | 7 semaines          | 16e      | 3 mars 1985       |                |